# Paragolsinda
Paragolsinda is een kevergeslacht uit de familie van de boktorren (Cerambycidae). De wetenschappelijke naam van het geslacht werd voor het eerst geldig gepubliceerd in 1956 door Breuning.

## Soorten
Paragolsinda omvat de volgende soorten:
- Paragolsinda fruhstorferi Breuning, 1956
- Paragolsinda obscura (Matsushita, 1933)
- Paragolsinda siamensis Yamasako & N. Ohbayashi, 2011
- Paragolsinda tonkinensis (Breuning, 1938)